# Bom Jardim (Nobres)
Bom Jardim é um distrito do município brasileiro de Nobres, no estado de Mato Grosso.

## História
A região do Bom Jardim, cuja extensão era de 50.000 ha, pertencia a um fazendeiro do Rio de Janeiro. O fazendeiro não honrou a dívida que fez com o Banco do Brasil, para a compra das terras, e esta foi tomada pelo mesmo. Dante de Oliveira, na época Ministro da Reforma Agrária na gestão de Sarney (1985-1990), dividiu a enorme fazenda em vários terrenos de 100 ha para cerca de 700 famílias vindas de várias regiões do Brasil.

## Turismo
É um dos lugares mais procurados no Estado por turistas em busca de contato com a natureza, por ainda possuir uma enorme quantidade de aves e animais típicos do Pantanal e dezenas de atrativos no segmento de Eco Turismo. O local tem cerca de 500 habitantes e varias pousadas.
Apesar de Nobres ter a fama de local com vários atrativos turístico a maioria dos pontos se encontra na vila que fica a 65 km da cidade. A estrada (MT 241) que leva até Bom Jardim é muito bonita onde se pode respirar ar puro, observar belas árvores, pássaros e alguns animais. Em toda a sua extensão é asfaltada.

## Educação
A população de Bom Jardim tem acesso a educação básica e fundamental através da escola municipal Zeferino Dorneles Costa localizada na vila. E o ensino fundamental, médio e EJA nas escolas municipal e estadual Marechal Cândido Rondon localizadas no distrito de Coqueiral (Roda Dágua) a 10 km de Bom Jardim.